# مارك جونسون (فيلسوف)
مارك جونسون (بالإنجليزية: Mark Johnson)‏ هو فيلسوف أمريكي، ولد في 24 مايو 1949 في كانساس سيتي في الولايات المتحدة.